# درازچنگ‌واران
درازچنگ‌واران (نام علمی: Goneplacoidea) نام یک بالاخانواده از subsection دیگرروزنان است.